# 永吉路 (上海)
永吉路是中華人民共和國上海市楊浦區一條東西-南北走向道路，西起靖宇南路，北至松花江路，全長415米，寬15.6米。該道路修建於1953年，路名來自於吉林省吉林市永吉縣。